# Siniowce
Siniowce (ukr. Синівці) – wieś na Ukrainie w rejonie krzemienieckim należącym do obwodu tarnopolskiego.